# Emirat de Suleja
L'Emirat de Suleja és un estat Hausa al territori que actualment és l'estat de Níger a Nigèria.
L'emirat va ser establert com Emirat d'Abuja durant el segle xix, i es va localitzar just al nord del lloc de l'actual capital federal que es va anomenar Abuja. Quan la ciutat nova va ser establerta, l'emirat i la seva capital van ser rebatejats com a Emirat de Suleja. L'emirat té una superfície d'aproximadament 2.980 km² la majoria d'arbres de sabana.

## Història
L'emirat actual al principi va incloure quatre petits estats koro que pagaven tribut al cap hausa de l'emirat de Zazzau. Després que els guerrers de la guerra santa fulani van ocupar Zaria, la capital de Zazzau, a (220 km) al nord-nord-est aproximadament el 1804, Muhammadu Makau, el rei (sarki) de Zazzau, es va refugiar en busca de protecció a l'estat koro de Zuba. El germà i successor de Makau, Abu Ja (Jatau), va fundar un població anomenada Abuja el 1828, i va començar la construcció de la seva muralla un any més tard, i es va proclamar el primer sarki d'Abuja, mentre retenia el títol de Sarkin Zazzau'. Aguantant allí mentre Zaria quedava en mans dels fulanis, l'emirat d'Abuja va quedar com un estat independent pels hausa refugiats. El rei Abu Kwaka (1851-1877) va començar a comerciar amb l'emirat fulani de Bida (a l'oest) i amb el nou emirat de Zaria.
Quan els dirigents d'Abuja van obstaculitzar la ruta comercial entre Lokoja i Zaria el 1902, els britànics van ocupar la ciutat. L'explotació minera va començar amb l'Emir Musa Angulu (1917–1944). El 1976 una part gran del territori de l'emirat i d'altres petits estats nadius esdevenia el FCT (Federal Capital Territory), amb centre a la nova ciutat d'Abuja. L'emirat va ser rebatejat Suleja, traslladant la seva capital a la ciutat de Suleja que va quedar dins l'estat de Níger.
Awwal Ibrahim va esdevenir emir o sarkin zazzau, de Suleja el 1993.
La seva accessió va causar disturbis i destrucció de propietat pels adversaris.
Va ser deposat el 10 de maig de 1994 per General Sani Abacha.
Després del retorn a la democràcia, Awwal Ibrahim va ser restaurat en el seu títol d'emir de Suleja el 17 de gener de 2000.
La seva restauració un altre cop va causar una sèrie d'enfrontaments violents, forçant el govern a cridar tropes antidisturbis i imposar un toc de queda de 20 hores.

## Llista de governants
La següent és una llista dels governants de l'emirat.
| Inici                | Final                     | Governant                                         |
| -------------------- | ------------------------- | ------------------------------------------------- |
| 1804                 | 1825                      | Muhammadu Makau dan Ishaqu Jatau (+ 1825)         |
| 1825                 | 2 August 1851             | Jatau "Abu Ja" dan Ishaqu Jatau (+ 1851)          |
| 2 d'agost de 1851    | 29 de juliol de 1877      | Abu Kwaka "Dogon Sarki" dan Ishaqu Jatau (+ 1877) |
| 29 de juliol de 1877 | Agost de 1902             | Ibrahim "Iyalai" "Dodon Gwari" dan Jatau (+ 1902) |
| 1902                 | 1917                      | Muhammad Gani dan Abu Kwaka                       |
| Maig de 1917         | 3 de març de 1944         | Musa Angulu dan Ibrahim (+ 1944)                  |
| 13 de març de 1944   | 1979                      | Sulaimanu Barau dan Muhammad Gani (+ 1979)        |
| 1979                 | 1993                      | Malam Ibrahim Dodo Musa (+ 1993)                  |
| 1993                 | 10 de maig de 1994        | Awwal Ibrahim (1r temps) (nascut 1941)            |
| 10 de maig de 1994   | 17 de gener de 2000       | Bashir Sulaiman Barau                             |
| 17 de gener del 2000 | Awwal Ibrahim (2a vegada) |                                                   |